# Teutopolis
Teutopolis és una població dels Estats Units a l'estat d'Illinois. Segons el cens del 2000 tenia 1.559 habitants.

## Demografia
Segons el cens del 2000, Teutopolis tenia 1.559 habitants, 537 habitatges, i 397 famílies. La densitat de població era de 381 habitants/km².
Dels 537 habitatges en un 41,3% hi vivien nens de menys de 18 anys, en un 63,7% hi vivien parelles casades, en un 7,8% dones solteres, i en un 25,9% no eren unitats familiars. En el 22,9% dels habitatges hi vivien persones soles l'11,2% de les quals corresponia a persones de 65 anys o més que vivien soles. El nombre mitjà de persones vivint en cada habitatge era de 2,89 i el nombre mitjà de persones que vivien en cada família era de 3,48.
Per edats la població es repartia de la següent manera: un 33,2% tenia menys de 18 anys, un 7,3% entre 18 i 24, un 28% entre 25 i 44, un 18,6% de 45 a 60 i un 12,9% 65 anys o més.
L'edat mediana era de 33 anys. Per cada 100 dones de 18 o més anys hi havia 97,9 homes.
La renda mediana per habitatge era de 47.450 $ i la renda mediana per família de 55.461 $. Els homes tenien una renda mediana de 33.661 $ mentre que les dones 21.087 $. La renda per capita de la població era de 21.280 $. Aproximadament el 2,5% de les famílies i el 4,8% de la població estaven per davall del llindar de pobresa.

## Poblacions més properes
El següent diagrama mostra les poblacions més properes.